# Johann Vogel
Johann Vogel (ur. 8 marca 1977 w Genewie) – szwajcarski piłkarz występujący na pozycji pomocnika, były kapitan reprezentacji Szwajcarii, obecnie bez klubu.
Pierwszym klubem Vogela był amatorski klub młodzieżowy FC Meyrin, jednak pierwszy profesjonalny kontrakt podpisał on z klubem Grasshopper Club. 8 marca 1995 roku zadebiutował w reprezentacji Szwajcarii, w remisowym (1:1) meczu przeciwko Grecji. W 1999 roku Vogel przeszedł do Holandii, gdzie grał w zespole PSV Eindhoven. Z klubem dotarł m.in. do półfinału Ligi Mistrzów w 2005 roku, zdobył również kilka tytułów mistrza Holandii. W 2004 roku wystąpił wraz z reprezentacją na Mistrzostwach Europy. Pod koniec sezonu 2004/2005 został kupiony przez A.C. Milan. We Włoszech jednak kariery nie zrobił i przed sezonem 2006/2007 przeszedł do hiszpańskiego zespołu Realu Betis. W klubie tym także nie wiodło mu się najlepiej. W ciągu półtora roku rozegrał zaledwie 17 ligowych spotkań i w styczniu 2008 roku rozwiązano z nim kontrakt. 18 marca piłkarz podpisał 2,5-letnią umowę z angielskim Blackburn Rovers. W kwietniu 2009 roku jego kontrakt z klubem został rozwiązany. Do 8 marca 2007 roku Vogel rozegrał w barwach reprezentacji Szwajcarii 94 mecze i był jej kapitanem, po czym został dyscyplinarnie wyrzucony z kadry przez selekcjonera Jakoba Kuhna.